# Campionati mondiali di slittino 2004
I Campionati mondiali di slittino 2004, trentasettesima edizione della manifestazione organizzata dalla Federazione Internazionale Slittino, si tennero dal 13 al 15 febbraio 2004 a Nagano, in Giappone, sulla pista Spiral, la stessa sulla quale si svolsero le competizioni del bob e dello slittino ai Giochi di Nagano 1998, e furono disputate gare in quattro differenti specialità: nel singolo uomini, nel singolo donne, nel doppio e nella prova a squadre.
Assoluta dominatrice della manifestazione fu la nazionale tedesca, capace di conquistare tutti e quattro i titoli e ben otto medaglie sulle dodici assegnate in totale: quelle d'oro furono vinte da David Möller nel singolo uomini, da Silke Kraushaar nell'individuale femminile, dalla coppia formata da Patric Leitner ed Alexander Resch nel doppio, al loro terzo trionfo dopo quelli ottenuti a Schönau am Königssee 1999 ed a Sankt Moritz 2000, e dalla squadra composta dagli stessi Möller, Leitner e Resch insieme a Barbara Niedernhuber nella prova a squadre.
Oltre ai tedeschi David Möller, Patric Leitner ed Alexander Resch, che vinsero due medaglie d'oro, gli altri atleti che riuscirono a salire per due volte sul podio in questa rassegna iridata furono la connazionale Barbara Niedernhuber e gli statunitensi Mark Grimmette e Brian Martin.

## Risultati

### Singolo uomini
La gara fu disputata il 15 febbraio nell'arco di due manches e presero parte alla competizione 42 atleti in rappresentanza di 18 differenti nazioni; campione uscente era l'italiano Armin Zöggeler, che concluse la prova al quarto posto, ed il titolo fu conquistato dal tedesco David Möller, davanti al connazionale Georg Hackl, vincitore di tre ori iridati a Winterberg 1989, a Calgary 1990 e ad Igls 1997 e tre ori olimpici ad Albertville 1992, a Lillehammer 1994 ed a Nagano 1998 nel singolo, ed al lettone Mārtiņš Rubenis, già sul podio nella scorsa rassegna mondiale.
| Pos. | Atleti            | Nazione     | Tempo    | Distacco |
| ---- | ----------------- | ----------- | -------- | -------- |
|      | David Möller      | Germania    | 1'39"150 |          |
|      | Georg Hackl       | Germania    | 1'39"158 | +0"008   |
|      | Mārtiņš Rubenis   | Lettonia    | 1'39"347 | +0"197   |
| 4    | Armin Zöggeler    | Italia      | 1'39"455 | +0"305   |
| 5    | Rainer Margreiter | Austria     | 1'39"646 | +0"496   |
| 6    | Reinhold Rainer   | Italia      | 1'39"721 | +0"571   |
| 7    | Jan Eichhorn      | Germania    | 1'39"762 | +0"612   |
| 8    | Wilfried Huber    | Italia      | 1'39"773 | +0"623   |
| 9    | Antony Benshoof   | Stati Uniti | 1'39"776 | +0"626   |
| 10   | Denis Geppert     | Germania    | 1'39"780 | +0"630   |

### Singolo donne
La gara fu disputata il 14 febbraio nell'arco di due manches e presero parte alla competizione 27 atlete in rappresentanza di 15 differenti nazioni; campionessa uscente era la tedesca Sylke Otto, che concluse la prova al terzo posto, ed il titolo fu conquistato dalla connazionale Silke Kraushaar, medaglia d'argento nelle ultime due rassegne iridate ed oro olimpico a Nagano 1998, davanti all'altra teutonica Barbara Niedernhuber, già altre quattro volte sul podio ai mondiali e seconda classificata sia ai Giochi di Nagano 1998 sia a quelli di Salt Lake City 2002.
| Pos. | Atleti               | Nazione     | Tempo    | Distacco |
| ---- | -------------------- | ----------- | -------- | -------- |
|      | Silke Kraushaar      | Germania    | 1'39"611 |          |
|      | Barbara Niedernhuber | Germania    | 1'39"653 | +0"042   |
|      | Sylke Otto           | Germania    | 1'39"860 | +0"249   |
| 4    | Sonja Manzenreiter   | Austria     | 1'40"236 | +0"625   |
| 5    | Veronika Halder      | Austria     | 1'40"449 | +0"838   |
| 6    | Ashley Hayden        | Stati Uniti | 1'40"450 | +0"839   |
| 7    | Anna Orlova          | Lettonia    | 1'40"702 | +1"091   |
| 8    | Tatjana Hüfner       | Germania    | 1'40"790 | +1"179   |
| 9    | Courtney Zablocki    | Stati Uniti | 1'40"791 | +1"180   |
| 10   | Veronika Sabolová    | Slovacchia  | 1'40"852 | +1"241   |

### Doppio
La gara fu disputata il 14 febbraio nell'arco di due manches e presero parte alla competizione 32 atleti in rappresentanza di 11 differenti nazioni; campioni uscenti erano i fratelli austriaci Andreas e Wolfgang Linger, che conclusero la prova al quinto posto, ed il titolo fu conquistato dai tedeschi Patric Leitner ed Alexander Resch, già medaglie d'oro olimpiche a Salt Lake City 2002 e per due volte iridati a Schönau am Königssee 1999 ed a Sankt Moritz 2000, davanti ai connazionali André Florschütz e Torsten Wustlich, vincitori del titolo mondiale a Calgary 2001, ed agli statunitensi Mark Grimmette e Brian Martin, sul podio ai Giochi di Nagano 1998 e di Salt Lake City 2002 oltreché in altre due rassegne mondiali.
| Pos. | Atleti                                    | Nazione     | Tempo    | Distacco |
| ---- | ----------------------------------------- | ----------- | -------- | -------- |
|      | Patric Leitner Alexander Resch            | Germania    | 1'38"930 |          |
|      | André Florschütz Torsten Wustlich         | Germania    | 1'39"274 | +0"344   |
|      | Mark Grimmette Brian Martin               | Stati Uniti | 1'39"280 | +0"350   |
| 4    | Tobias Schiegl Markus Schiegl             | Austria     | 1'39"713 | +0"783   |
| 5    | Andreas Linger Wolfgang Linger            | Austria     | 1'39"780 | +0"850   |
| 6    | Christian Oberstolz Patrick Gruber        | Italia      | 1'39"803 | +0"873   |
| 7    | Gerhard Plankensteiner Oswald Haselrieder | Italia      | 1'39"898 | +0"968   |
| 8    | Ľubomír Mick Walter Marx                  | Slovacchia  | 1'39"998 | +1"068   |
| 9    | Grant Albrecht Eric Pothier               | Canada      | 1'40"236 | +1"306   |
| 10   | Andris Šics Sandris Bērziņš               | Lettonia    | 1'40"712 | +1"782   |

### Gara a squadre
La gara fu disputata il 13 febbraio ed ogni squadra nazionale poté prendere parte alla competizione con una sola formazione; nello specifico la prova vide la partenza di un singolarista uomo ed uno donna, nonché di un doppio per ognuna delle 11 formazioni, gareggiando ciascuno in una singola manche; la somma totale dei tempi così ottenuti laureò campione la nazionale tedesca di David Möller, Barbara Niedernhuber, Patric Leitner ed Alexander Resch davanti alla squadra statunitense formata da Antony Benshoof, Ashley Hayden, Mark Grimmette e Brian Martin ed a quella italiana composta da Armin Zöggeler, Anastasija Oberstolz-Antonova, Christian Oberstolz e Patrick Gruber.
| Pos. | Squadra     | Atleti                                                                            | Tempo    | Distacco |
| ---- | ----------- | --------------------------------------------------------------------------------- | -------- | -------- |
|      | Germania    | David Möller Barbara Niedernhuber Patric Leitner / Alexander Resch                | 2'28"711 |          |
|      | Stati Uniti | Antony Benshoof Ashley Hayden Mark Grimmette / Brian Martin                       | 2'29"169 | +0"458   |
|      | Italia      | Armin Zöggeler Anastasija Oberstolz-Antonova Christian Oberstolz / Patrick Gruber | 2'29"415 | +0"704   |
| 4    | Austria     | Markus Kleinheinz Veronika Halder Tobias Schiegl / Markus Schiegl                 | 2'29"528 | +0"817   |
| 5    | Slovacchia  | Jaroslav Slávik Veronika Sabolová Ľubomír Mick / Walter Marx                      | 2'29"676 | +0"965   |
| 6    | Lettonia    | Guntis Rēķis Anna Orlova Andris Šics / Sandris Bērziņš                            | 2'30"232 | +1"521   |
| 7    | Canada      | Jeff Christie Regan Lauscher Grant Albrecht / Eric Pothier                        | 2'30"274 | +1"563   |
| 8    | Russia      | Al'bert Demčenko Aleksandra Rodionova Michail Kuzmič / Jurij Veselov              | 2'30"781 | +2"070   |
| 9    | Svezia      | Bengt Walden Monica Ayed Anders Söderberg / Bengt Walden                          | 2'32"255 | +3"544   |
| 10   | Giappone    | Shigeaki Ushijima Aya Yasuda Goro Hayashibe / Masaki Toshiro                      | 2'33"127 | +4"416   |

## Medagliere
| Posizione | Nazione     | Oro | Argento | Bronzo | Totale |
| --------- | ----------- | --- | ------- | ------ | ------ |
| 1         | Germania    | 4   | 3       | 1      | 8      |
| 2         | Stati Uniti | 0   | 1       | 1      | 2      |
| 3         | Italia      | 0   | 0       | 1      | 1      |
| 3         | Lettonia    | 0   | 0       | 1      | 1      |
| Totale    | Totale      | 4   | 4       | 4      | 12     |